# Campo Novo do Parecis
Campo Novo do Parecis este un oraș în Mato Grosso (MT), Brazilia.